# Xenochrophis tytleri
Xenochrophis tytleri es una especie de serpientes de la familia Colubridae.

## Distribución geográfica
Es endémica de las islas Andamán y quizá de las islas Nicobar, pertenecientes ambas a la India.

## Estado de conservación
Se encuentra amenazada por la pérdida de su hábitat natural.